# Vivantes Auguste-Viktoria-Klinikum

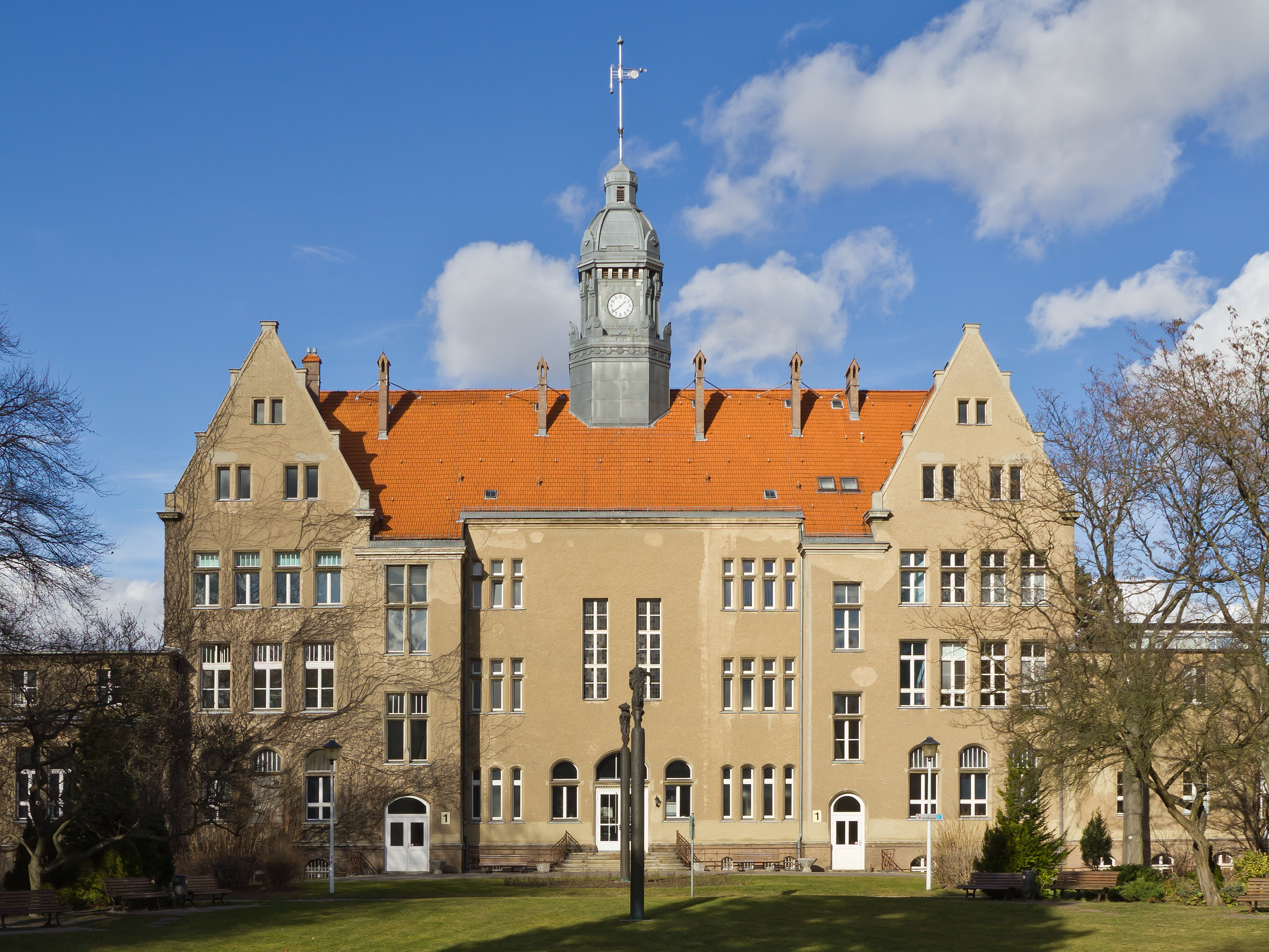
Altes Hauptgebäude

Das Vivantes Auguste-Viktoria-Klinikum (kurz: AVK) befindet sich im Berliner Ortsteil Schöneberg in der Rubensstraße 125. Das Gelände umfasst den Bereich bis zur Ecke Grazer Damm/Thorwaldsenstraße.
Bis zur Gründung des kommunalen Krankenhauskonzerns Vivantes GmbH im Jahr 2001, wurde das Auguste-Viktoria-Klinikum vom zuständigen Bezirksamt betrieben, seitdem ist der städtische Krankenhauskonzern Vivantes Träger der Klinik.
Das Auguste-Viktoria-Klinikum ist ein akademisches Lehrkrankenhaus der Charité.

## Geschichte
Es wurde von 1903 bis 1906 als kommunales Krankenhaus mit bis zu 600 Betten der bis 1920 selbstständigen Stadt Schöneberg vom Architekten und Stadtbaurat Paul Egeling erbaut, die Bau- und Einrichtungskosten wurden 1902 mit 7,5 Millionen Mark angegeben. Es erhielt den Namen Auguste-Viktoria-Krankenhaus nach Auguste Viktoria, der letzten deutschen Kaiserin und Königin von Preußen. Die offizielle Eröffnung erfolgte am 1. Oktober 1906, die Einweihungsfeier fand am 3. November d. J. statt.
Bereits 1908 beschlossen die Schöneberger Stadtverordneten einen Erweiterungsbau, der im Jahr 1910 fertiggestellt war. Er umfasste ein Röntgenhaus, sechs Einzelhäuser als Krankenstationen im Pavillonstil sowie ein Badehaus.
Erster Chefarzt der Chirurgischen Abteilung war Walther Kausch, der hier 1909 die weltweit erste Duodenopankreatektomie, auch ‚Whipple-OP‘ bzw. korrekterweise ‚Kausch-Whipple-OP‘ genannt, durchführte.
Otto Nordmann war von 1909 bis 1933 am AVK. Richard Maatz und Gert Specht waren Chefs der Chirurgie, Specht von 1972 bis 1976 auch Ärztlicher Direktor.
Die Kaiserin, deren Namen das Krankenhaus trägt, besuchte die Einrichtung am 10. Februar 1910 und trug sich dabei ins Gästebuch ein.
Zum Ersten Weltkrieg wurde dem Krankenhaus ein Lazarett angeschlossen, das bis 1919 kranke Soldaten behandelte.
Mit der Eingemeindung von Schöneberg nach Groß-Berlin wurde das AVK 1920 Eigentum der Stadt Berlin. Zwischen 1924 und 1929 mussten wegen zahlreicher Krankheitsfälle (Grippe, Tuberkulose) und aus der Notwendigkeit des Einbaus neuer Technik Umbau- und Erweiterungsarbeiten durchgeführt werden.
Ab 1933, mit der Machtübernahme der Nationalsozialisten und deren Kampagne gegen Juden musste aus ihrer Sicht „unzuverlässiges und nicht-arisches Personal“ entlassen werden. Hinzu kam, dass die verbleibenden Mediziner auf Basis des Gesetzes zur Verhütung erbkranken Nachwuchses verpflichtet wurden, Sterilisationen durchzuführen.
Im Jahr 1939 wurde ein Operationsbunker errichtet. Ein alliierter Luftangriff im August 1943 führte zur Zerstörung dreier Gebäude, das Krankenhaus wurde mehrheitlich nach Karlsbad verlegt.
Nach Kriegsende begann im AVK wieder die Behandlung von Kranken, zunächst mit 50 Betten. Nunmehr breiteten sich aufgrund der schlechten Wohnbedingungen und Versorgungslage Epidemien aus, darunter Typhus, Ruhr, Kinderlähmung.
Von 1951 bis 1957 wurden die beschädigten Gebäude wieder aufgebaut und in Betrieb genommen. Hinzu gebaut wurden in dieser Periode ein neues Röntgenhaus und eine Liegehalle.
Der Senat von Berlin beschloss 1961 den Ausbau des AVK auf 1125 ‚Normalbetten‘, modernste Behandlungstechnik wurde installiert und weitere Fachbereiche (wie Neurologie, Krebsstationen, Geburtsstation, Urologie, Intensivpflege) integriert.
Einen großen Entwicklungsschub gab es 1975, als die bis dahin selbstständigen städtischen Krankenhäuser Steglitz (Betriebsstellen Leonoren- und Malteserstraße) und die Heilstätte in Wyk auf Föhr mit dem Auguste-Viktoria-Krankenhaus zusammengeschlossen wurden.
Im Jahr 1980 wurde der Grundstein für ein neues Verwaltungsgebäude gelegt.
Im Rahmen von Modernisierungs- und Erweiterungsarbeiten wurde im Mai 2022 der erste Bauabschnitt mit etwa 100 Klinikbetten, davon 22 Intensivbetten sowie sechs neuen OP-Sälen eröffnet.
Der zweite Bauabschnitt mit sechs weiteren OP-Sälen, 74 Normalpflege-, 24 Intensivpflegebetten und einer neuen Zentralen Notaufnahme (Versorgungskapazität 90.000 Patienten pro Jahr) wurde im Oktober 2024 fertiggestellt und sukzessive bis Januar 2025 vollständig in Betrieb genommen.

## Kliniken und Zentren
Quelle: Vivantes – Fachbereiche im Überblick

### Kliniken
- Zentrale Notaufnahme/Rettungsstelle
- Klinik für Anästhesie, operative Intensivmedizin und Schmerztherapie
- Klinik für Innere Medizin – Kardiologie, Diabetologie und konservative Intensivmedizin
- Klinik für Innere Medizin – Onkologie
- Klinik für Innere Medizin – Infektiologie
- Klinik für Innere Medizin – Gastroenterologie
- Klinik für Innere Medizin – Geriatrie (Tagesklinik)
- Klinik für Neurologie mit Stroke Unit
- Klinik für Chirurgie – Allgemein- und Visceralchirurgie
- Klinik für Hand-, Plastische und Ästhetische Chirurgie
- Klinik für Schulterchirurgie
- Klinik für Wirbelsäulenchirurgie
- Klinik für spezielle orthopädische Chirurgie und Unfallchirurgie
- Klinik für Gefäßmedizin
- Klinik für Geburtsmedizin
- Klinik für Gynäkologie
- Klinik für Urologie
- Klinik für Psychiatrie, Psychotherapie und Psychosomatik
- Klinik für Radiologie und interventionelle Therapie
- Klinik für Pathologie
- Klinik für Entwöhnungstherapie (Hartmut-Spittler-Fachklinik)

### Zentren
- Darmkrebszentrum
- Endoprothetikzentrum (EPZmax)
- Urologisches Laserzentrum[8]
- Onkologisches Zentrum CCAB (OnkoZert[9])
  - Uroonkologisches Zentrum[10]
    - Zertifizierung für die Behandlung von Hodenkrebs (DKG)
    - Zertifizierung für die Behandlung von Prostatakrebs (DKG)
    - Zertifizierung für die Behandlung von Harnblasenkrebs (DKG)
    - Zertifizierung für die Behandlung von Nierenkrebs (DKG)

  - Viszeralonkologisches Zentrum[11]
  - Gynäkologisches Krebszentrum mit Dysplasie-Einheit[12]
- Zentrum für Infektionsmedizin

## Ausstattung und Behandlungen

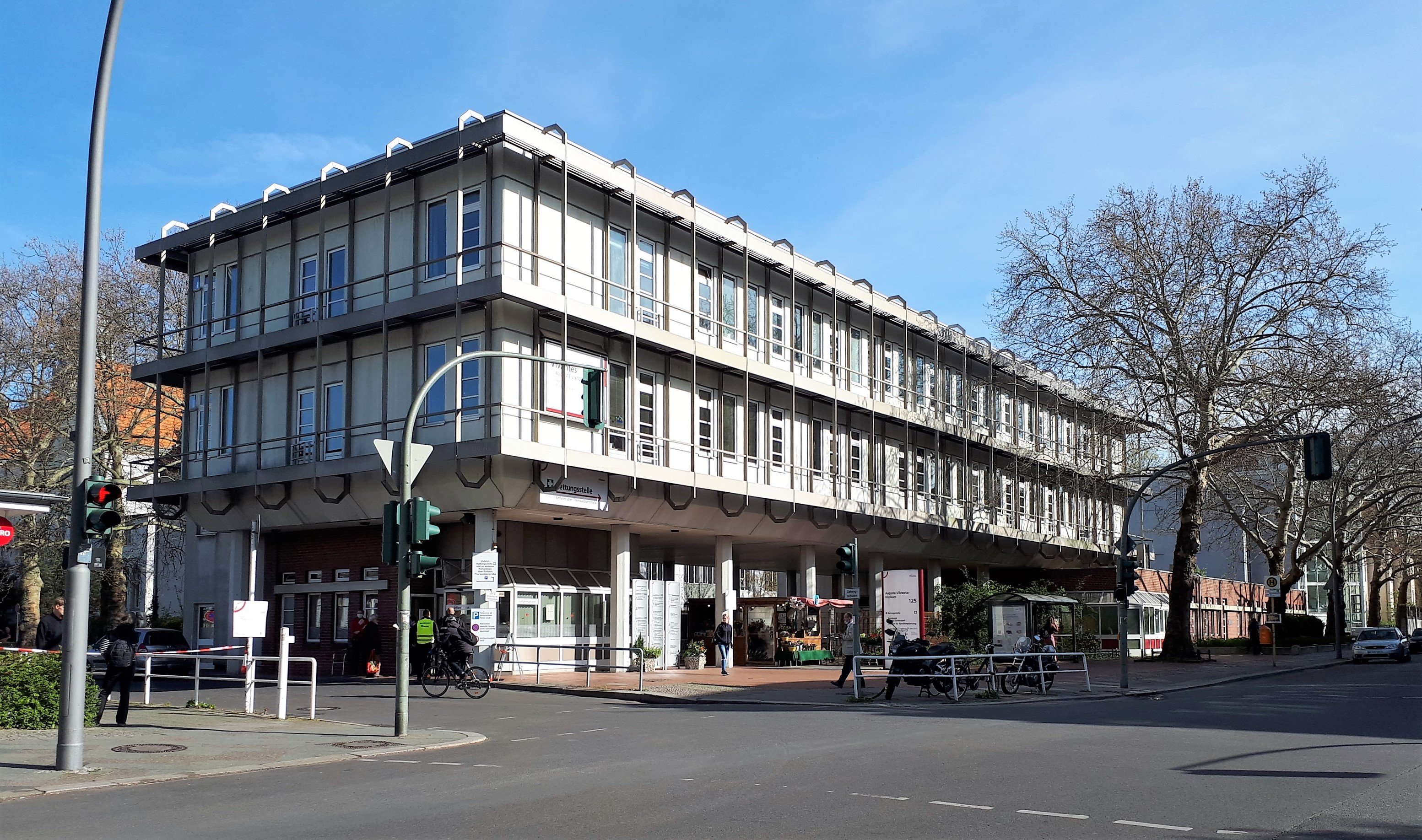
Verwaltungsgebäude aus dem Jahr 1982

Im Jahr 2024 verfügte die Klinik über 642 Betten und tagesklinischen Plätzen (zusätzlich 100 Betten/Plätze in der Entwöhnungsklinik).
Etwa 80.000 Patienten werden jährlich durch die 19 Fachabteilungen der Klinik behandelt.
Jährlich suchen etwa 60.000 Patienten die zentrale Notaufnahme auf. Außerdem werden jährlich über 1700 Kinder in diesem Haus entbunden. Der Mitarbeiterstamm umfasst über 1600 Beschäftigte. Die größte Gruppe bilden die rund 800 Pflegefachkräfte. Im ärztlichen Dienst sind 195 Personen beschäftigt. Im Institut für Radiologie und weiteren medizinisch-technischen Diensten sind 190 Mitarbeiter tätig, weitere 157 in anderen Funktionsbereichen. Die übrigen Stellen verteilen sich auf Arbeitsbereiche wie die Verwaltung, Technik sowie Wirtschaft und Versorgung.